# Luo Yunxi
Luo Yunxi (罗云熙 en chinois simplifié ; né le 28 juillet 1988), aussi connu sous son nom anglais Leo, est un acteur et chanteur chinois. Il est diplômé de l'Académie de Théâtre de Shanghai et spécialisé dans le ballet.
Luo a gagné en popularité grâce à son rôle en tant que plus jeune partenaire masculin de la protagoniste, He Yichen dans le drame romantique My Sunshine. Il a réalisé une percée grâce au drame romantique et fantastique Ashes of Love, où son rôle ambigu de l'antagoniste a reçu principalement des critiques positives.

## Jeunesse et éducation
Luo est né et a grandi à Chengdu, dans la Province du Sichuan en Chine. Lorsque Luo avait trois ans, son père, qui était un professeur de danse, a découvert son talent et a commencé à lui enseigner la danse. Pendant 11 ans, Luo a suivi une formation professionnelle de ballet. En 2005, Luo a été admis à la fois à l'Académie de Danse de Pékin et à l'Académie de Théâtre de Shanghai. En 2008, Luo et ses camarades de classe ont participé au sixième concours national de danse universitaire Lotus Award en Chine et présenté le ballet de groupe «Tchaïkovski Rhapsody». Dans le cadre de la compétition, Luo a également interprété un solo impromptu « The Burning Flame ». La danse de groupe «Tchaïkovski Rhapsody» a remporté la médaille d'or. 
Après avoir obtenu son diplôme, Luo a travaillé comme instructeur au Conservatoire de Macao, École de Danse. Durant son séjour à Macao, il a participé à la représentation sur scène du ballet contemporain « Flying to the Moon» et a été l'un des danseurs principaux. Cette danse a été sélectionnée pour la « Célébration du 10e anniversaire du transfert de souveraineté de Macao : Série de spectacles artistiques » en 2009. 

## Biographie

### 2010-2013: débuts de chanteur et d’acteur
En 2010, Luo a fait ses débuts dans le groupe JBOY3 avec le single "Promise of Love, (爱的契约书). Ils sortent un deuxième single «Gravity» (万有引力) en 23 mars 2011, et un troisième single «Walking Emoji» (表情帝) en 26 juillet 2011. JBOY3 s’est dissous en 2012.
Luo a formé avec Jason Fu Longfei (符龙飞), un ancien membre du groupe JBOYS, un duo nommé Double JL (双孖JL) ), et ils ont ensuite sorti leur premier single "JL" en avril 2012 et le deuxième single MV "Us ”(我们) en août 2012. La groupe a participé à diverses activités, JL a auditionné pour Asian Wave (声动亚洲), une émission télévisée consacrée aux concours de chant. De décembre 2012 à mars 2013, ils ont ensuite animé une émission sur Internet, Music ShowShowShow, et également participé à quelques galas télévisés, tels que le concert du nouvel an de Sichuan TV 2013 et le concert du nouvel an de Dragon TV de Shanghai. JL s’est dissous en avril 2013. 
Luo a fait ses débuts au cinéma en 2012, il a été sélectionné pour le film d'amour The Spring of My Life (最美的时候遇见你) en premier rôle avec Tan Songyun. Le film est sorti en salles en 2015. En 2013, il a participé à sa première série Flip in Summer (夏日心跳), elle est diffusée le 31 juillet 2018 sur SiChuan TV.

### 2014-2017: en solo et popularité grandissante
En 2014, Luo a joué dans la web série de science-fiction Hello Aliens (你好外星人). La même année, il a signé un contrat avec l'agence Lafeng Entertainment.
Luo est devenu célèbre auprès du public grâce à son rôle de plus jeune partenaire du rôle principal masculin He Yichen (何以琛) (joué par Wallace Chung) dans le drame romanesque My Sunshine (何以笙箫默) (2015). Après la diffusion en janvier 2015, Luo a connu une augmentation significative de popularité. La même année, il a sorti son premier single solo "Endless Summer".
Luo a ensuite joué dans plusieurs séries télévisées comme Fox in the Screen (屏里狐) drame historique et fantastique. Il a joué le rôle du démon renard amoureux d'un être humain. Dans le drame romantique et fantastique A Life Time Love (上古情歌) ,  il était à nouveau en couple avec Janice Wu, la même actrice que dans My Sunshine dont il était amoureux. Dans le drame médical The Pediatrician, il a joué le rôle principal en tant que chirurgien pédiatre dévoué.   
Luo a incarné le rôle principal Qin Ming dans la série policière Voice of the Dead (尸语者), une adaptation de l'un des livres de la série de romans du Médecin Légiste Dr. Qin. Filmée en 2016, la série devrait être diffusée sur Tencent. Il a également doublé la voix de Flame dans Dragon Force (钢铁飞龙) en septembre 2017.

### Depuis 2018: carrière en tant qu’acteur
En avril 2018, Luo a publié son premier album solo, Love Yourself (12人生), composé de dix chansons.
En août 2018, Luo a joué le deuxième rôle masculin Runyu (润玉) dans la série xianxia Ashes of Love. Celle-ci a dépassé le record d’audience à la télévision, et était l'une des séries les plus regardées en ligne. Son interprétation d’un antagoniste a reçu les éloges du public et lui a permis d’acquérir la reconnaissance de son talent d’acteur,.
Il a également obtenu un rôle dans la série de la romance historique Princess Silver (白发王妃).  et la série romantique moderne Broker (掮客）.

## Filmographie
Cinéma
| Année | Titre en anglais      | Titre en chinois | Rôle     | Notes            |
| ----- | --------------------- | ---------------- | -------- | ---------------- |
| 2015  | The Spring of My Life | 最美的时候遇见你 | Guo Yang |                  |
| 2017  | Dragon Force          | 钢铁飞龙         | Chi Yan  | la voix d'acteur |

Séries télévisées
| Année | Titre en anglais                 | Titre en chinois | Rôle                        | Réf.   |
| ----- | -------------------------------- | ---------------- | --------------------------- | ------ |
| 2014  | Hello Aliens                     | 你好外星人       | Guo Xin                     |        |
| 2015  | My Sunshine                      | 何以笙箫默       | He Yichen (jeune homologue) |        |
| 2016  | The Love of Happiness            | 因为爱情有幸福   | Su Lekai                    | [ 33 ] |
| 2016  | Ultimate Ranger                  | 终极游侠         | Ju Heng                     | [ 34 ] |
| 2016  | Fox in the Screen                | 屏里狐           | Yu Yan                      |        |
| 2017  | A Life Time Love                 | 上古情歌         | Xuanyang Zhiruo             |        |
| 2017  | Children's Hospital Pediatrician | 儿科医生         | Shen He                     |        |
| 2018  | Ashes of Love                    | 香蜜沉沉烬如霜   | Runyu                       |        |
| 2018  | Flip in Summer                   | 夏日心跳         | Xiaoshen                    |        |
| TBA   | Guys with Kids                   | 奶爸当家         | Yu Bo                       | [ 35 ] |
| TBA   | Voice of the Dead                | 尸语者           | Qin Ming                    |        |
| TBA   | Princess Silver                  | 白发王妃         | Rong Qi                     |        |
| TBA   | Broker                           | 掮客             | Zhou Xiaoshan               |        |
| 2020  | Love is sweet                    |                  |                             |        |

|2023 till the end of the moon
| Tantai jin ,Cang jumin ,Mingye

## Emission de télévision

### Emission de télévision
| Année        | Jour                   | Titre en Anglais   | Titre en Chinois                          | Notes        |
| ------------ | ---------------------- | ------------------ | ----------------------------------------- | ------------ |
| 2012         | 1er décembre - 16 mars | Music Showshowshow | 音悦 showshowshow                         | as JL member |
| 2012         | 11 juillet - 30 août   | Asian Wave         | 声动亚洲                                  | Finalist     |
| 2018         |                        |                    |                                           |              |
| 7 septembre  | Golden Melody 2        | 金曲撈之挑戰主打歌 | Special guest                             |              |
| 14 septembre | Very Quiet Distance    | 非常静距离         | Your Night deity is Here!                 |              |
| 24 septembre | Mid Autumn Night       | 中秋之夜           | Four Gifted Scholar's Mid Autumn Festival |              |
| 19 octobre   | PhantaCity             | 幻乐之城           | Performance: Encounter                    |              |
| 20 octobre   | Happy Camp             | 快樂大本營         | Golden Supportive Casts ,                 |              |

### Autres
| Année       | Jour                  | Titre en Anglais | Titre en Chinois | Notes      |
| ----------- | --------------------- | ---------------- | ---------------- | ---------- |
| 2017        | 15 novembre - Présent | Mr. Leo          | 魔熙先生的云罗辑 | as Himself |
| 2018        |                       |                  |                  |            |
| 7 décembre  | 2018 LOL All Star     | 2018 LOL全明星賽 | Celebrity guest  |            |
| 27 décembre | Let's Go Heros!       | 超越吧英雄       | Celebrity guest  |            |

## Discographie
Albums
| Année | Titre en anglais | Titre en chinois | Réf. |
| ----- | ---------------- | ---------------- | ---- |
| 2018  | Love Yourself    | 12人生           |      |

Singles
| Année | Titre en anglais  | Titre en chinois | Album                 | Réf.   |
| ----- | ----------------- | ---------------- | --------------------- | ------ |
| 2015  | Endless Summer    | 夏未央           |                       |        |
| 2016  | Fox in the Screen | 屏里狐           | Fox in the Screen OST | [ 42 ] |
| 2018  | It's Not Me       | 不是我           | Love Yourself         |        |

## Récompenses
| Année | Concours                                                                               | Catégorie           | Récompense                                       | Réf.   |
| ----- | -------------------------------------------------------------------------------------- | ------------------- | ------------------------------------------------ | ------ |
| 2003  | Septième compétition de danse de Taoli en Chine                                        | Concours en solo    | En Finale                                        | [ 43 ] |
| 2008  | Sixième concours national de danse universitaire Lotus Award                           | En groupe de ballet | Médaille d’or                                    | [ 44 ] |
| 2008  | Concours de danse professionnelle de l’Est de la Chine dans Six provinces et une Ville | Concours en solo    | Vainqueur                                        | [ 45 ] |
| 2017  | Festival de Vidéo mobile Fengyun                                                       |                     | Rôle model annuel de l’organisme de bienfaisance | [ 46 ] |